# Слідство ведуть ЗнаТоКі
Слідство ведуть ЗнаТоКі (рос. «Следствие ведут ЗнаТоКи») — популярний радянський детективний телесеріал, який вперше вийшов на телеекрани СРСР у 1971 році. Назва картини була співзвучна з першими складами прізвищ головних героїв-слідчих: Знаменського, Томіна і Кібріт («ЗнаТоКі» — звучить як рос. знатоки, «знавці»). Цей детективний серіал був одним з найуспішніших на радянському телебаченні, актори, які зіграли головних героїв, миттєво прославилися на всю країну. У 1989 році вийшла остання серія за участю головної героїні-слідчої Зінаїди Кібріт, відбулася перерва, у 2002—2003 роках вийшли дві останні серії.

## Загальна інформація
У всіх серіях, які транслювалися з 1971-го по 2003 рік, «ЗнаТоКі» розслідували різноманітні кримінальні справи: від вбивств і фальшивомонетництва до розкрадань на плодоовочевій базі і підпільну торгівлю творами мистецтва, а у другій серії «Ваше справжнє ім'я») вони навіть викрили іноземного шпигуна. Для «ЗнаТоКів» була характерна кабінетна і рутинна слідча робота. У серіалі була присутня всього одна погоня і дуже мало стрільби і бійок — головний акцент робився на психологічні тонкощі, на зіткнення і взаємодію характерів. У серіалі були відсутні натуралістичні подробиці кривавих і жорстоких злочинів, зате детально опрацьовані характери злочинців. У зв'язку з цим, як зазначав журнал «Радянський екран», іноді актори, що грали ролі злочинців, затьмарювали собою головних героїв серіалу. Серед акторів, що зіграли в «ЗнаТоКах» різних лиходіїв і заблукалих душ, народні артисти СРСР Леонід Бронєвой, Армен Джигарханян, Георгій Менглет, Леонід Марков, Володимир Самойлов, Борис Тенін, Володимир Кенігсон, а також народні артисти РРФСР і народні артисти РФ Микола Караченцов, Леонід Куравльов, Наталія Гундарєва, Олександр Михайлов, Борис Іванов, Петро Щербаков, Микита Подгорний, Валерій Носик, Валерій Хлевінський, Євген Лазарєв, Володимир Сошальський, Олександр Белявський, Юрій Катін-Ярцев, Всеволод Шиловський, Євген Герасимов, Всеволод Сафонов, Марина Нейолова, Лідія Федосєєва-Шукшина, Олександр Пороховщиков, Сергій Проханов, заслужена артистка РРФСР Емілія Мільтон та інші.
Серіал показував не реального, а ідеального радянського міліціонера. Фільми створювали образи працівників міліції, до яких справжні співробітники МВС повинні були прагнути, що, можливо, і стало причиною любові телеглядачів до серіалу. «ЗнаТоКі» розкривали всі злочини, і нікому не вдавалося уникнути покарання від радянського правосуддя, за винятком ватажка злочинного угруповання у  справі № 22 «Мафія». Телеглядач переконувався в невідворотності покарань за правопорушення, нехай навіть і приховані на деякий час, особлива увага надавалася сценам щирого каяття злочинців. Із загального матеріалу фільмів можна зробити висновок, що не буває закінчених, невиправних негідників, а буває некваліфікована робота органів охорони правопорядку, які іноді не здатні вчасно припинити підготовлене або правопорушення, що розвивається і вивести людини, яка оступилася, на шлях каяття і подальшого виправлення.
Пісня Марка Мінкова на слова Анатолія Горохова «Незримий бій» (рос. Наша служба и опасна, и трудна…), яка звучить з першої до сімнадцятої серії, а також в останніх двох фільмах, стала неофіційним гімном радянської, а згодом російської міліції і поліції.

## Опис

### Сюжет
За сюжетом серіалу знавці працювали на Петрівці 38, в ГУВС Москви. У кожній серії вони розкривають різні злочини. За весь час існування телесеріалу вони займалися різними справами: від розкриття вбивств, до крадіжок і розкрадань. За задумом творців «знавцям» властива більше кабінетна робота, ніж погоні й переслідування.

### Головні герої

#### Знаменський
Павло Павлович Знаменський (Георгій Мартинюк) — старший слідчий, логік і аналітик, чудовий психолог і майстер допиту, втілює всі позитивні якості співробітника міліції. У кожному підозрюваному бачить насамперед людину. За весь час існування серіалу виріс у званні від капітана до полковника міліції.

#### Томін
Олександр Миколайович Томін (Леонід Каневський) — інспектор карного розшуку. Безстрашний боєць, приголомшливий імпровізатор, улюбленець жінок. Наприкінці серіалу він одружився, має сина, працює в Інтерполі і живе в Парижі.

#### Кібріт
Зінаїда Янівна Кібріт (Ельза Леждей) — експертка-криміналістка широкого профілю. Для розслідувань застосовує найостанніші досягнення науки. У середині серіалу одружилася. У 2001 році кіноакторка Ельза Леждей, яка блискуче грала Зінаїду Кібріт, померла. Тому творцям довелося вводити нову персонажку — експертку Китаєву, яку грає Лідія Вележева.

### Серії

#### Справа №1«Чорний маклер»(1971)
У справі над розкрадачами соціалістичної власності, що її вів Знаменський, виноситься виправдувальний вирок. Обвинувачені все валять на незнайденого свідка. «Знавцям» треба поспішати: справу розвалив хтось дуже впливовий, і життя таємничого «свідка» під загрозою.

#### Справа №2«Ваше справжнє ім'я»(1971)
Знаменський розслідує дрібну справу — з'ясовує особистість звичайнісінького бомжа. Виявляється, що жалюгідний волоцюга насправді — агент іноземної розвідки. Він сподівався відсидіти кілька місяців, отримати справжні документи і таким чином надійно закріпитися в СРСР.

#### Справа №3«На гарячому»(1971)
На гарячому спіймано злодія, що вдерся на склад хутра. Він запевняє, що діяв один, але «Знавці» впевнені: вони мають справу з цілою шайкою, і вона незабаром прийде на той же склад за великою здобиччю.

#### Справа №4«Повинною головою…»(1971)
Знаменський розслідує справу про розкрадання в московському ресторані. Одна з головних звинувачених щиро визнає свою провину, і Знаменський на свою відповідальність випускає її з-під арешту до суда. Раптом жінка зникає, і Знаменський потрапляє у дуже складну ситуацію. Томін приходить другу на порятунок.

#### Справа №5«Динозавр»(1972)
Розслідується вбивство. Сліди ведуть до рецидивіста-фальшивомонетника, який використовує в своїх цілях двох молодих людей, що опинилися його дітьми.

#### Справа №6«Шантаж»(1972)
За спекуляцію золотими речами заарештований працівник антикварного магазину. Експертиза виявляє, що через його руки проходили не лише каблучки і годинники, а й золотий пісок. Розшукуваний постачальник сибірського золота несподівано з'являється сам, шантажуючи Кібріт викраденням її племінника.
 

#### Справа №7«Нещасний випадок»(1972)
Посварившись з родиною, молодий чоловік вибігає з під'їзду, і стає жертвою ДТП. Винуватець — водій таксі, який ховається з місця події. Для всіх ситуація очевидна, але тільки не для Знаменського. Слідчий впевнений, що в випадку винен хтось третій.

#### Справа №8«Втеча»(1973)
Головний герой, що отримав не дуже великий термін за хуліганство, біжить з ув'язнення: йому набрехали, що кохана дружина йому зраджує. Томін переслідує втікача, намагаючись утримати його від більш важкого злочину, і сам отримує кулю.

#### Справа №9«Свідок»(1974)
Нахабний мужик причепився до дівчини. Підійшов молодий чоловік, якого чекала дівчина, отримав по голові від зловмисника, від чого впав і несподівано серйозно постраждав. Все це бачив чоловік інтелігентного вигляду, що стояв поряд, якому, до того, що відбувається не було ніякого діла. Проте щось змусило його втрутитися і розповісти правду.
 

#### Справа №10«Удар у відповідь»(1975)
Звалище. Скільки можливостей для махінацій — справжнє «золоте дно». Це дно і досліджує відома трійця «знавців». Але махінатори завдають удару у відповідь: Знаменського звинувачують у загибелі підозрюваного.

#### Справа №11«Будь-якою ціною»(1977)
Скоєно вбивство. Передбачуваний злочинець схоплений. У камері де з'явився злочинець, перебував літній вдівець, батько двох дітей, який через кілька днів робить заяву, що вбивця — він.

#### Справа №12«Букет на прийомі»(1977)
Досвідчений злочинець, фахівець по грабежу квартир, привертає до «брудної справи» нареченого дочки, шофера таксі.

#### Справа №13«До третього пострілу»(1978)
Пограбовано галантерейний магазин. Ховаючись від погоні, злочинець викидає пістолет. Його випадково знаходить один з підлітків, що живе неподалік. Однак грабіжник не хоче розлучатися зі своєю зброєю — і починається «полювання». 

#### Справа №14«Підпасок з огірком»(1979)
Розслідується спроба вивезти на кордон цінну картину одного зі «старих майстрів». 

#### Справа №15«Пішов і не повернувся»(1980)
У провінційному містечку на текстильній фабриці виявлені фінансові порушення. Відома трійця: Шурик, Пал Палич і Кібріт — виїжджає на місце дії.
 

#### Справа №16«З життя фруктів»(1981)
Трійця «знавців» разом з ОБХСС розслідують розкрадання на овочевій базі. 

#### Справа №17«Він десь тут»(1982)
Водій новенької «Волги» не впорався з керуванням, вилетів у кювет і загинув. При цьому в машині виявляють кілька десятків тисяч карбованців. Звідки вони у скромного працівника міської служби часу? 

#### Справа №18«Полуденний злодій»(1985)
Дві справи, які паралельно ведуться «знавцями» (про квартирні крадіжки, скоєних зухвалим злодієм, який грабує квартири серед білого дня, і про викрадення автомобілів), чудесним чином перетнулися на щастя «знавцям» і на горе зловмисникам. 

#### Справа №19«Пожежа»(1985)
За два дні до планової ревізії згорів промтоварний склад. Цю насторожуючу подію беруться розслідувати «знавці» і «товариш» з ОБХСС. 

#### Справа №20«Бумеранг»(1987)
Марат Билов, син популярної естрадної співачки, закинув кар'єру вченого і став режисерувати грабежі… Його справи йшли добре доти, поки герой не залучив до справи заляканого батька близнюків, який ненавмисно опинився свідком одного з нальотів. Марат не врахував лише одну обставину — поки він готував чергову операцію, той, на кого він розраховував, полюбивши жінку, перестав бути боягузом. 

#### Справа №21«Без ножа і кастета»(1988)
Розслідуючи чергову справу, «знавці» несподівано виходять на великі розкрадання у звичайному ЖЕКу.
 

#### Справа №22«Мафія»(1989)
Справа, яку почали розслідувати Знаменський, Томін і Кібріт, вимагає чимало сил, професіоналізму та мужності. Слідчим належить викрити і знешкодити мафію, яка займається виробництвом і збутом наркотиків. Шантаж, жорстокість і вбивства не зупинять «знавців».

#### Справа №23«Третейський суддя»(2002)
Події фільму відбуваються в серпні 1999 року. Полковник Томін, до цього часу співробітник Інтерполу, прибуває до Москви в зв'язку з розслідуванням вбивства громадянина Австрії Олександра Нурієва. Полковник Знаменський, керівник спеціальної слідчої групи МВС Росії, що займається великими фінансовими махінаціями. В поле зору групи також потрапило вбивство громадянина Австрії, що знову звело разом друзів, які не бачилися п'ять років.

#### Справа №24«Пуд золота»(2003)
У невеликому підмосковному селищі скоєно жорстоке вбивство. Загинули літня жінка Углова Настасья Петрівна та її молода квартирантка. Місцева прокуратура розцінила подію, як звичайне побутове вбивство. Хлопець приревнував наречену, а господиня потрапила під гарячу руку. Але син Настасії, який повернувся з в'язниці, розкопує страшні подробиці злочину.

## Пісні
«А мимо вікон тіні на снігу…»,— тричі звучить в фільмі 8: 1-й раз виконує Томін в поїзді в 1-й серії в інтервалі 57.39 — 59.50 повний текст; в серії 2 виконує перший куплет Знаменський з перестановкою 2-х слів в інтервалі 1.15.08 — 1.15.52; в кінці 2-ї серії з 1.29.29 майже до кінця при проходженні титрів повний текст, хто виконує не ясно; згідно титрів текст Харитонова В., музика Минкова М..Текст без помилок:https://liricstranslate.com/pl

## Цікаві факти
Глядачі активно брали участь у долі телесеріалу і його героїв, писали листи і пропонували свої варіанти розвитку подій. Наприклад, коли в одній з серій інспектора Томіна розстріляли практично в упор, шанувальники серіалу засипали телебачення листами, щоб Томіна повернули. Так, завдяки глядачам майор дожив до наших днів. Консультанти картини ретельно перевіряли всі сценарії, давали вказівки, вимагали виправлень — загалом, як могли берегли таємницю слідства і проявляли пильність.